# واليس دوقة وندسور
واليس سمبسون الاسم الحقيقي (بيسي واليس وارفيلد) (19 يونيو 1896 – 24 أبريل 1986) (Wallis Simpson) كانت زوجة الأمير إدوارد الثامن ملك المملكة المتحدة، دوق وينزر. كانت مطلقة مرتين من بنسلفانيا بالولايات المتحدة. رغبة الدوق بالزواج منها سببت أزمة في المملكة المتحدة والإمبراطورية البريطانية مما أدى إلى تنازله عن العرش ليتزوجها.
لم تتقبلها العائلة الملكية البريطانية، رغم ذلك كان إدوارد الثامن يزور والدته وأخوته بعد تنازله عن العرش. فقد عاش الزوجان في باريس بفرنسا معظم حياتهما بعد الزواج. وبعد وفاة الدوق في عام 1972، عاشت واليس بانعزال، وتوفيت في 24 أبريل 1986 بباريس. ولم يكن لها أبناء.

## بداية حياتها

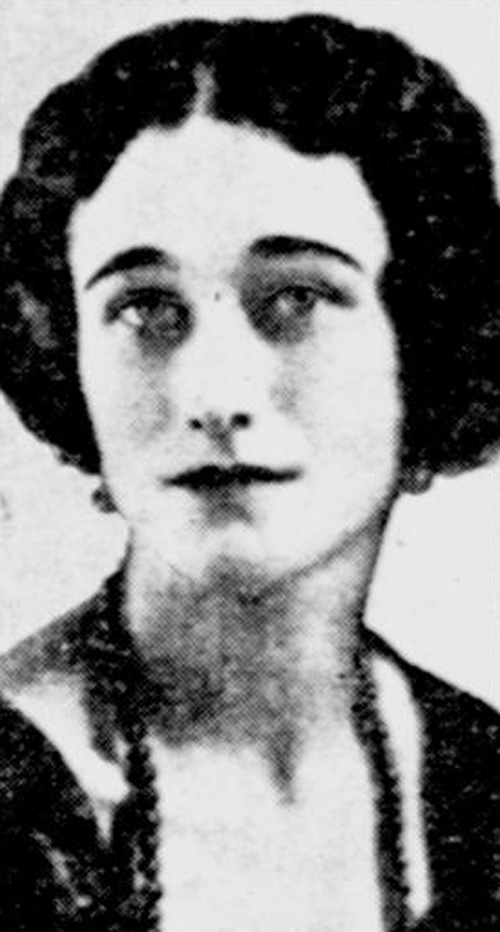
صورة واليس

ولدت بيسي واليس وارفيلد في منزل ريفي يقع في قمة جبال البلو ريدج بولاية بنسلفانيا. وهي ابنه ترايكل واليس وارفيلد الذي قد وصفه تاجر الدقيق بأنه «واحد من أفضل الأشخاص الذين تقابلهم وكان يتمتع بشخصية ذات شعبية كبيرة بين المواطنين في بالتيمور» وكان ترايكل يشغل منصب رئيس البلدية في عام 1875. أما والدتها فهي أليس مونتيجو ابنة بائع التأمينات وليام مونتيجو. وأطلق والدها اسم واليس عليها تيمننا بخالتها الكبرى بيسي (السيدة دي بوكانان ميريمان) وسميت ب بيسي واليس بهذا الاسم إلى أن تخلت عنه في مرحلة شبابها.
ولم تكن تواريخ زواج والديها ولا حتى ولادتها معروفة فقد زعمت واليس أن والديها قد تزوجا في يناير من عام 1895. ولقد توفي والدها بعد إصابته بمرض السل في الخامس عشر من نوفمبر عام 1896. وعاشت هي ووالدتها في بداية حياتها على المساعدات الخيرية من عمها الثري الأعزب سكوت ديفيز آرفيلد، مدير مكتب البريد في بلدة بالتيمور والذي ترأس في وقت لاحق شركة ترست. ولقد عاشوا معه في بادئ الأمر في منزل مكوّن من أربعة طوابق في شرق بريستن.
وفي عام 1901 ترملت خالة واليس بيسي ميرمان وانتقلت واليس إلى منزل مكون من أربعة غرف نوم في بالتيمور حيث عاشا لمدة عام تقريبا إلى أن استقرا في شقة ومن ثم تملكا منزلهما الخاص. تزوجت والدة واليس من زوجها الثاني عام 1908 واسمه جون فريمان راسين نجل رئيس الحزب الديمقراطي الواعد. وفي يوم 17 أبريل 1910 تم تعميد واليس في كنيسة المسيح الأسقفية في بالتيمور، وتكفل عمها بدفع تكاليف دخولها مدرسة أولدفيلد والتي تعتبر واحدة من أغلى المدارس في تعليم البنات في ولاية ماريلاند من عام 1912 حتى عام 1914. وأصبحت هناك صديقة لوريثة رينيه دو بونت وهي ابنة السيناتور كولمان دو بونت. فكانت تطمح أن تكون متفوقة على أقرانها وهذا ما آلت إليه. وقال كاتب لسيرتها «على الرغم من أن فك واليس أنقص من جمالها ولكن عيناها البنفسجيتان المائلة للزرقة وحجم جسمها الصغير وفطنتها وحيويتها وقدرتها على التركيز الكلي على محاور عدة ضَمِن لها الكثير من المعجبين».

## علاقة واليس بأمير ويلز ادوارد
كان يُزعم أن واليس أصبحت عشيقة الأمير في ظل غياب الليدي فيرنس التي غادرت إلى نيويورك في يناير من عام 1934. وقد أنكر إدوارد علاقته معها أمام والده على الرغم من أن موظفيه قد رأوهما في الخلوة معا. وسرعان ما تخلصت واليس من الليدي فيرنس واعتزل الأمير مقابلة المقربات منه.
في نهاية عام 1934 استحوذت واليس على عقل وقلب إدوارد فكان لها التأثير الكبير على تصرفاته وكانت تتدخل في أموره وقد غيرت مواقفه اتجاه العديد من الأمور وعلى حد قول أحد المؤرخين «لقد كان يعتمد عليها بشكل خانع».
بدأت قصة حبهما في شهر أغسطس من عام 1934، كما تقول واليس أنها وقعت في حب إدوارد في رحلة بحرية على متن اليخت الخاص لصاحبه اللورد موين. وقام الأمير الشاب بتقديمها إلى والدته في أمسية في قصر باكنغهام مما أثار ذلك غضب والده بسبب حياتها الزوجية السابقة، فالمطلقات كانوا يستبعدن عادة من البلاط الملكي.
في شهر فبراير من عام 1935، أغرق إدوارد محبوبته بالأموال والمجوهرات وبعدها في نفس السنة قام بقضاء إجازته معها واصطحابها معه إلى أوروبا. وقد شكلت علاقتهما انزعاجا شديدا لحاشيته فقد أثّر ذلك على مهامه الرسمية.

## أزمه التنحي عن العرش
توفى الملك جورج الخامس في 20 يناير 1936م في ساندرينجهام وبذلك اعتلى إدوارد العرش ليصبح الملك إدوارد الثامن وقام إدوارد في اليوم الذي يليه بخرق برتوكول ملكي لدى مشاهدته إعلان تنصيبه من خلال نافذة قصر السير جيمس بصحبة واليس والتي كانت لا تزال متزوجة في ذلك الحين. واتضح الأمر بعدها للمحكمة والدوائر الحكومية أن الملك الجديد سيتزوجها. وأصبح الملك لا يحظى بشعبية لدى الحكومة البريطانية المحافظة بسبب علاقته بواليس وسلوكه مما أزعج هذا الأمر والدته وأخاه دوق يورك، كان الإعلام البريطاني ينقل الأخبار الملكية ولكن لم يذكر أي قصص عن علاقتهم في الصحافة المحلية أما الإعلام الأجنبي فكان يضجّ بالأخبار المتعلقة بعلاقة الملك وعشيقته واليس.
في تلك الفترة من الزواج المحتمل كانت كنيسة إنجلترا لا تسمح بالزواج من النساء المطلقات من أزواج سابقين وكان عاهل المملكة المتحدة هو الحاكم الأعلى للكنيسة في انكلترا حتى عام 2002. وكان يتطلب من الملك دستوريا أن يتواصل مع كنيسة انكلترا، ولكن زواجه المحتمل تعارض مع تعاليم الكنيسة. وعلاوة على ذلك، رأت الحكومة البريطانية والحكومات السائدة أن واليس باعتبارها مطلقة مرتين هي امرأة غير مناسبة سياسيا واجتماعيا وأخلاقيا لكي تصبح قرينة له. وكان ينظر إليها من قبل الكثيرين في الإمبراطورية البريطانية كإمرأة «لا حدود لطموحها».
وقد قدمت واليس للحصول على الطلاق من زوجها الثاني بحجة أنه ارتكب الزنا مع صديقة طفولتها ماري كيرك ومنحت المرسوم في 27 أكتوبر 1936. وإذا أقدم الملك على الاقتران بواليس مخالفا بذلك مشاورة بالدوين فسيلزم بذلك الحكومة على الاستقالة، مما يسبب أزمة دستورية.
وفي أوائل شهر ديسمبر أصبحت علاقة واليس بالملك واسعة الانتشار بين العامة في المملكة المتحدة. وبعد أن اندلعت الفضيحة قررت واليس الفرار من البلاد. ومع ذلك كان إدوارد عازما على الزواج بها. وصرح المحامي الخاص بواليس جون تيودور غودارد،: «أن موكلته كانت على استعداد لفعل أي شيء لتهدئة الوضع ولكن الطرف الآخر إدوارد الثامن كان عازما» وقد اتضح أن الملك قد قرر أنه لا خيار له سوى أن يتنازل إذا كان يرغب في الزواج من واليس.

## تنازل ادوارد الثامن عن العرش المملكة المتحدة
في العاشر من ديسمبر من عام 1936 وقّع الملك على صك التنازل عن العرش في حضور ثلاثة من إخوته دوق يورك (الذي اعتلى العرش في اليوم التالي باسم جورج السادس ودوق غلوستر ودوق كينت وهم إخوته الباقين على قيد الحياة). وفي اليوم الذي يليه أصدرت برلمانات السيادة قوانين خاصة تقضي بالانتهاء من الإجراءات الخاصة بتنازل إدوارد. وقال إدوارد في برنامج إذاعي في 11 ديسمبر عام 1936، «لقد اتضح لي أنه من المستحيل أن أتحمل عبئًا ثقيلًا من المسؤولية، وأن أؤدي واجباتي كملك كما أود أن أكون من دون مساعدة ودعم المرأة التي أحبها».

## زواجها الثالث: دوقة ونديسور
تزوج واليس وإدوارد في قصر شاتو دو كانديه الذي قدمه لهم المليونير الفرنسي شارل بيدو في 3 يونيو من عام 1937 وكان هذا التاريخ هو عيد ميلاد ال72 للملك جورج الخامس، وكان يعتقدون في كوين ماري أن موعد حفل الزفاف تقرر في هذا التاريخ كإشارة واضحة للعائلة المالكة ولكن لم يحضر أي شخص من عائلة إدوارد حفل الزفاف. وارتدت واليس فستان زفافها الأزرق من بونبوتشر، ولم ترزق واليس بأي طفل من زواجها.
وقبل أن يتزوج إدوارد نصب كدوق وندسور بتعين من أخيه جورج السادس وواليس أصبحت دوقة ويندسور ومع ذلك منعت من مشاركة زوجها بمسمى «السمو الملكي» بعد الخطابات المطالبة بالألقاب الملكية التي عارضها الملك الجديد وأيدته حكومات السيادة بالإجماع. وكان يعتقد جورج السادس بأنه لا ينبغي أن تمنح الدوقة اللقب الملكي متشاركة بذلك مع الملكة ماري وزوجة جورج الملكة اليزابيث (التي أصبحت لاحقا أم الملوك). ولم تتقبل العائلة الملكية الدوقة منذ البداية ولم تستقبلها رسميا ومع ذلك كان الملك السابق يلتقي في بعض الأحيان مع أمه وإخوته بعد تنازله عن العرش. وقد توقع بعض من كتاب السيرة أن شقيقة واليس في القانون، الملكة اليزابيث، ظلت مستاءة من واليس لأنها العامل الرئيسي في جلبها لجورج السادس إلى العرش (وكان ينظر إليها بأنها عامل رئيسي في موته المبكر)، وأيضا لتصرفاتها وسببها لحرمان إدوارد عندما كانت عشيقته. ولقد أنكر أصدقاء اليزابيث المقربين هذه الادعاءات مثل دوق كارفتن الذي كتب «إنها من المستحيل أن تتحدث بشيء يسيء لدوقة ويندسور وأن ليس لديها أدنى فكرة عن ما كانت تمر به».
وفقا لمن تقوله ديانا ميتفورد زوجة الزعيم السابق للاتحاد البريطاني للفاشيين أوزوالد موسلي الذي كان على علاقة مع الملكة إليزابيث ودوقة وندسور أن علاقتهم كانت ودية حتى الأخير ولكن ربما كراهية الملكة ناجمة عن غيرتها تجاه شقيقتها في القانون.

## علاقة دوق ودوقة وندسور مع أدولف هتلر

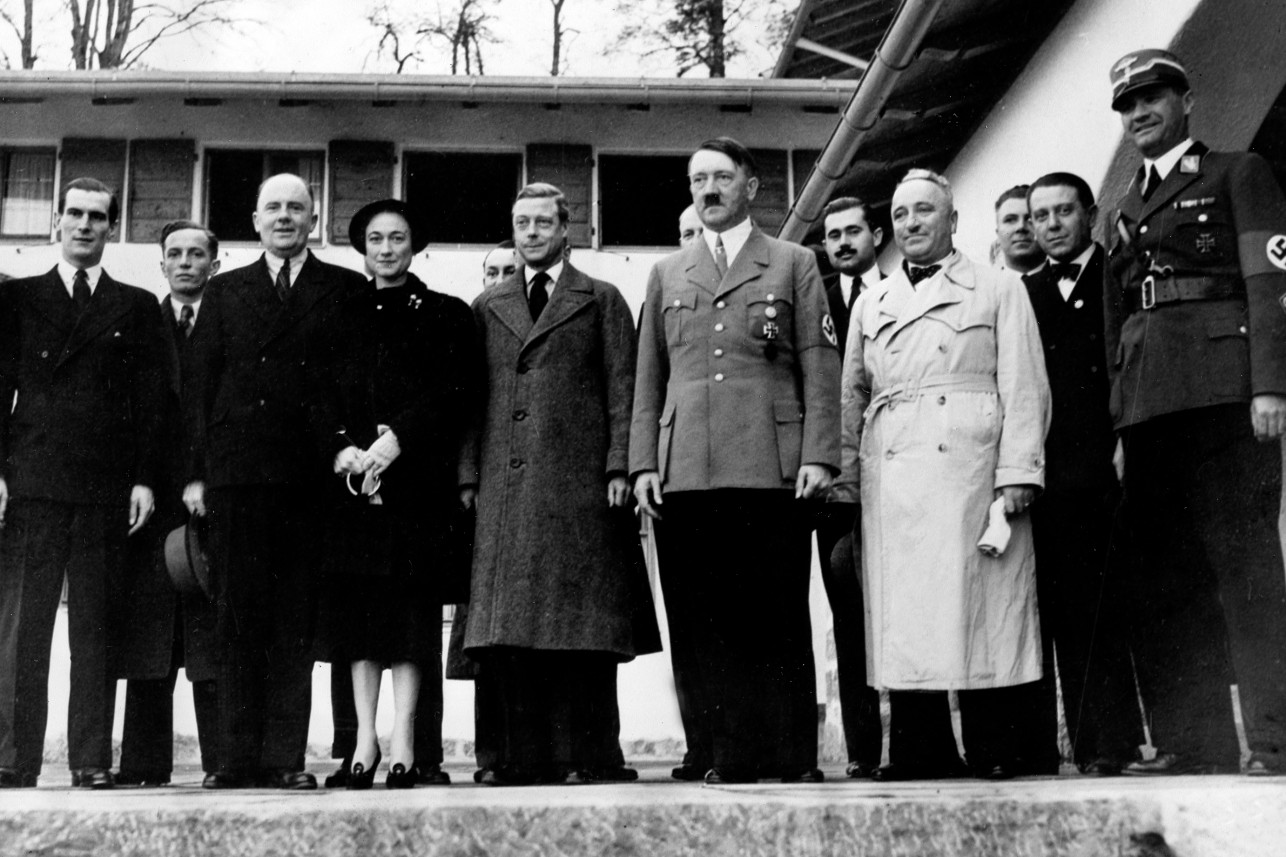
دوق ودوقة وندسور في ألمانيا مع الزعيم أدولف هتلر

عاش دوق ودوقة ونديسور سنوات ما قبل الحرب في فرنسا. وفي عام 1937 قاما بزيارة رفيعة المستوى إلى ألمانيا، والتقيا أدولف هتلر في مكتبته بيرشتسجادن للاستعارة. وقال هتلر عن واليس «إنها كانت ستصبح ملكة رائعة». أكدت هذه الزيارة الشكوك القوية من العديد من الأشخاص في الحكومة والمجتمع بأن الدوقة هي عميلة لألمانيا، وهذا الإدعاء الذي كانت تحتويه رسائلها إلى الدوق. وفي عام 1930 جمع عنها مكتب التحقيقات الفيدرالي الأمريكي ملفات تصفها بالمتعاطفة مع النازيين. وقال دوق فورتمبيرغ كارل ألكسندر لمكتب التحقيقات الفيدرالي أنها كانت على علاقة حب في لندن بالرائد النازي يواكيم فون ريبنتروب. وأشارت تقارير غير محتملة خلال الحرب العالمية الثانية تقول بأنها احتفظت بحوزتها صورة موقعة من ريبنتروب على طاولة سريرها وأنها استمرت ترسل تفاصيل له حتى أثناء غزو فرنسا.

## الترمل والوفاة
سافرت الدوقة إلى المملكة المتحدة في عام 1972 لحضور جنازة الدوق عقب وفاته بمرض السرطان، وخلال زيارتها كانت تقيم في قصر باكنغهام، عانت الدوقة على نحو متزايد من الخرف، وعاشت ما تبقى من حياتها زاهدة وكان يعيلها عقارات زوجها وبدلات من الملكة. لقد عانت بعد وفاة زوجها من العديد من السقطات وكسرت وركها مرتين. وتولى التوكيل محامي الدوقة الفرنسي سوزان بلوم. وقام بلوم ببيع ممتلكات الدوقة لأصدقائها الخاصة بأقل من القيمة السوقية، ولقد اتهم باستغلال موكلته مع كارولين بلاكوود آخر الدوقات، وكتب عنه في عام 1980 ولكن لم تنشر حتى بعد وفاته في 1995. وصف كاتب السيرة الملكي في وقت لاحق هوغو فيكرز بلوم «بشخصية شيطانية... ترتدي عباءة حسن النية لإخفاء حقدها الداخلي». وفي عام 1980 فقدت الدوقة القدرة على الكلام. وفي نهاية حياتها كانت طريح الفراش ولم تلتقي بأي زائر عدا طبيبها والممرضات.
توفيت دوقة وندسور في يوم 24 أبريل 1986 في منزلها في بوا دي بولون في باريس.
عقدت لها جنازة في كنيسة القديس جورج في قلعة ويندسور وحضرت شقيقاتها في القانون اللاتي كُنّ على قيد الحياة مراسم الجنازة والدفن، وكذلك حضرت الملكة الأم والأميرة أليس ودوقة غلوستر وأعضاء آخرين من العائلة المالكة وحضر أيضا الأمير فيليب وأمير وأميرة ويلز. ودفنت بجانب إدوارد في المقبرة الملكية بالقرب من قلعة ويندسور باسم «واليس دوقة وندسور». وتم الاتفاق مع الملكة اليزابيث الثانية في عام 1960 بأن الدوق والدوقة قد خططوا مسبقا للدفن فقد اشترت قطعة أرض بالمقبرة الخضراء في جبل في بالتيمور، حيث تم دفن والد الدوقة.
قدم الدوق والدوقة في وصيتهم منزلا لفرنسا تقديرا لمساعدتها لهم ومقتنيات الدوقة على غرار لويس السادس عشر، ومنها بعض الأثاث والخزف واللوحات التي كانت من إنتاج الدولة الفرنسية. ولم تلقى العائلة المالكة البريطانية أي من الوصايا الرئيسية، بناء على تعليمات من سوزان بلوم حيث ذهب معظم ما تركته للمعهد باستور للبحوث الطبية، وقد فاجئ هذا القرار العائلة المالكة وأصدقاء الدوقة لأنها لم تظهر اهتماما في الأعمال الخيرية خلال حياتها. وفي مزاد سوثبي في جنيف في أبريل 1987 رفعت مجموعة المجوهرات الرائعة للدوقة وحصل المعهد على 45 مليون دولار أي ما يقرب سبع مرات من ما بيع لها. وادعى بلوم فيما بعد أن رجل الأعمال المصري محمد الفايد حاول شراء المجوهرات بالسعر زهيد". وقد اشترى الفايد الكثير من العقارات غير المالية، بما في ذلك عقد الإيجار من القصر باريس. وأعلن المزاد مجموعته في يوليو 1997 في نهاية العام في نيويورك. ولقد تأخر بسبب وفاة ابنه في حادث سيارة التي أودت أيضا بحياة ديانا، أميرة ويلز، وارتفع ثمن البيع إلى أكثر من 14 مليون جنيه استرليني وفي عام 1998 أعطي لصالح جمعية خيرية

## ذكراها بعد وفاتها
كانت تدور حول واليس الإشاعات بعلاقتها مع عشاق آخرين. وقد ادعى الأمريكي جيمي دوناهو الوريث لثروة ولوورث أنه كان على اتصال مع الدوقة في عام 1950، ولكن دوناهو كان سيئ السمعة بمزحاته وأيضا للتباهي وترويج الشائعات. وكان يدعي بوجود بما يسمى «ملف الصين» (يوجد بداخله تفاصيل بأعمال جنسية وجنائية تخص واليس في الصين) والذي أنكره جميع المؤرخين وكُتّاب السيَر.
ولم يكن لواليس أبناء، إلا إن هنالك شائعات عن الحمل والإجهاض، وأبرزها التي تتضمنه ملفّات تشانو في الصين، ولكن لا توجد أي أدلة واضحة تثبت أن الدوقة كانت حاملا من أي من عشاقها أو من أزواجها الثلاث. وزعم أنها كانت تعاني من متلازمة حساسية الاندروجين، والمعروفه باسم متلازمة تأنيث الخصية ويبدو هذا غير محتمل إن لم يكن مستحيلا، نظرا لعمليتها بالأورام الليفية الرحمية في عام 1951. فقد ادعى طبيبها جان رقيقة أن حالتها كانت طبيعية من ناحية أعضائها التناسلية.
وكتبت في مذكراتها الأشباح الذي نشر في عام 1956 باسم «القلب لديه أسبابه». وقال الكاتب تشايز هيام عن الكتاب «، أنه إعادة ترتيب الحقائق بكل شفافيه بما في ذلك عملية شد الوجه، مما عكس أن الكاتبة كانت ضائعة سياسيا ولكن فازت بشخصية محبوبة.» ولقد وصف الدوقة«بأنها تتحلى بالكاريزميا وبطاقة رائعة وأنها كانت طموحة بشكل كبير». وخيمت الإشاعات والتخمينات أن دوقة وندسور على قيد الحياة، وليس باختيار منها بالتلاعب بالحقيقة. ولكن لا توجد أي وثيقة تثبت أنها كانت على أي شيء آخر سوى كونها ضحية لطموحها الخاص الذي عاشت بسببه قصة رومانسية عظيمة ولكنها أصبحت فيما بعد مأساة كبيرة. وفي رأي كاتب سيرتها «لقد عاشت قصة خرافية، فأصبحت المعشوقة المفضلة لأكثر العزاب بريقا في وقتها. فلقد أخطأ إدوارد عندما تجاهل توسلاتها وتخلى عن منصبه لقضاء بقية حياته معها». واتفق الأكاديميين على أنها صعدت الهاوية «فقد تركها مع بدائل أقل مما كانت تتوقع». وبطريقة ما ظنت أنه ولو لمرة واحدة قد تتغاضى المنشئات عن كون إدوارد كان الملك، ولقد اعترفت بصراحة إلى عمتها بيسي عن 'طموحها الذي لم يشبع بعد' ... كانت ترى أن إدوارد كان عاطفيا كبيتر بان، وأنها كانت تمثل أليس في بلاد العجائب. وقد لخصت الدوقة حياتها في الجملة قائلة «لا يوجد لديكم أي أدنى فكرة كم هو صعب أن تعيش قصة حب عظيمة».

## روابط خارجية
- واليس دوقة وندسور على موقع IMDb (الإنجليزية)
- واليس دوقة وندسور على موقع الموسوعة البريطانية (الإنجليزية)
- واليس دوقة وندسور على موقع مونزينجر (الألمانية)
- واليس دوقة وندسور على موقع إن إن دي بي (الإنجليزية)
- واليس دوقة وندسور على موقع قاعدة بيانات الفيلم (الإنجليزية)